# ORP Arctowski
 (novembre 2024).
Si vous disposez d'ouvrages ou d'articles de référence ou si vous connaissez des sites web de qualité traitant du thème abordé ici, merci de compléter l'article en donnant les références utiles à sa vérifiabilité et en les liant à la section « Notes et références ».
L' ORP Arctowski est un bâtiment hydrographique de la Marine polonaise. Il est le vaisseau principal de la classe Projekt 874, connue sous le nom de classe Modified Finik dans le code de l'OTAN et numéro 266. Il est le navire jumeau de l'ORP Heweliusz et porte le nom de Henryk Arctowski, un scientifique et explorateur polonais.

## Historique
Ce navire a été conçu en Pologne et construit au chantier naval du Nord à Gdańsk. Il a été lancé le 20 novembre 1981. Il est entré en service le 27 novembre 1982. Désormais, il remplit à la fois des tâches hydrographiques pour la marine et des tâches scientifiques pour les institutions civiles. Il prit part à des opérations de sauvetage : en septembre 1984, il prit l'équipage du yacht tchécoslovaque "Makalu 80" et, en 1988, il retrouva l'équipage du bateau de pêche "Dar 123". En 1989, il fit deux voyages au Spitsberg avec l’équipe scientifique de l’Académie polonaise des sciences. En 1990/1991, il a transporté l'équipe de la 20e expédition antarctique de l’Académie des sciences de Pologne à la base antarctique Arctowski. Pendant son séjour en Antarctique de plus d'un mois, il a participé à une recherche biologique et hydrologique sur les mers environnantes dans le cadre d'une expédition de recherche internationale polono-néerlandaise.
En mai 2004, il retrouva l'épave du MS "Steuben", coulé le 10 février 1945 lors de l'évacuation de Baltiisk. Le 26 juillet 2006, il a confirmé l'épave d'un porte-avions allemand de la Seconde Guerre mondiale, le Graf Zeppelin, précédemment retrouvé près de Łeba. Du 31 mai au 1er juin 2013, il a enquêté sur l'épave du navire à passagers allemand MS "Georg Büchner", qui a coulé le 30 mai 2013 au nord-est de Cape Rozewie (en) alors qu'il se remorquait vers la casse de Klaipeda.
Le navire dispose d’un ensemble riche et moderne d’équipements hydrographiques. Les données obtenues à partir des mesures sont développées par le système informatique hydrographique HOMAR (installé depuis 1995). Il a également des laboratoires de recherche à bord. Le navire fait partie de l'escadron de sécurité hydrographique de Gdynia avec le ORP Heweliusz et l'ORP Iskra II.

## Galerie

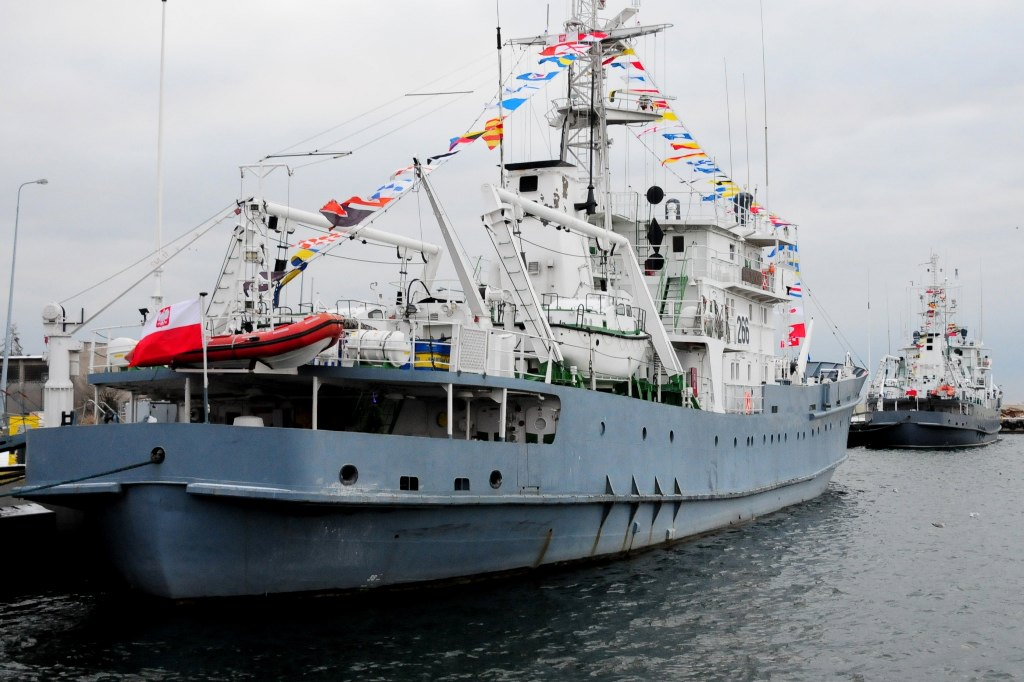
ORP Arctowski
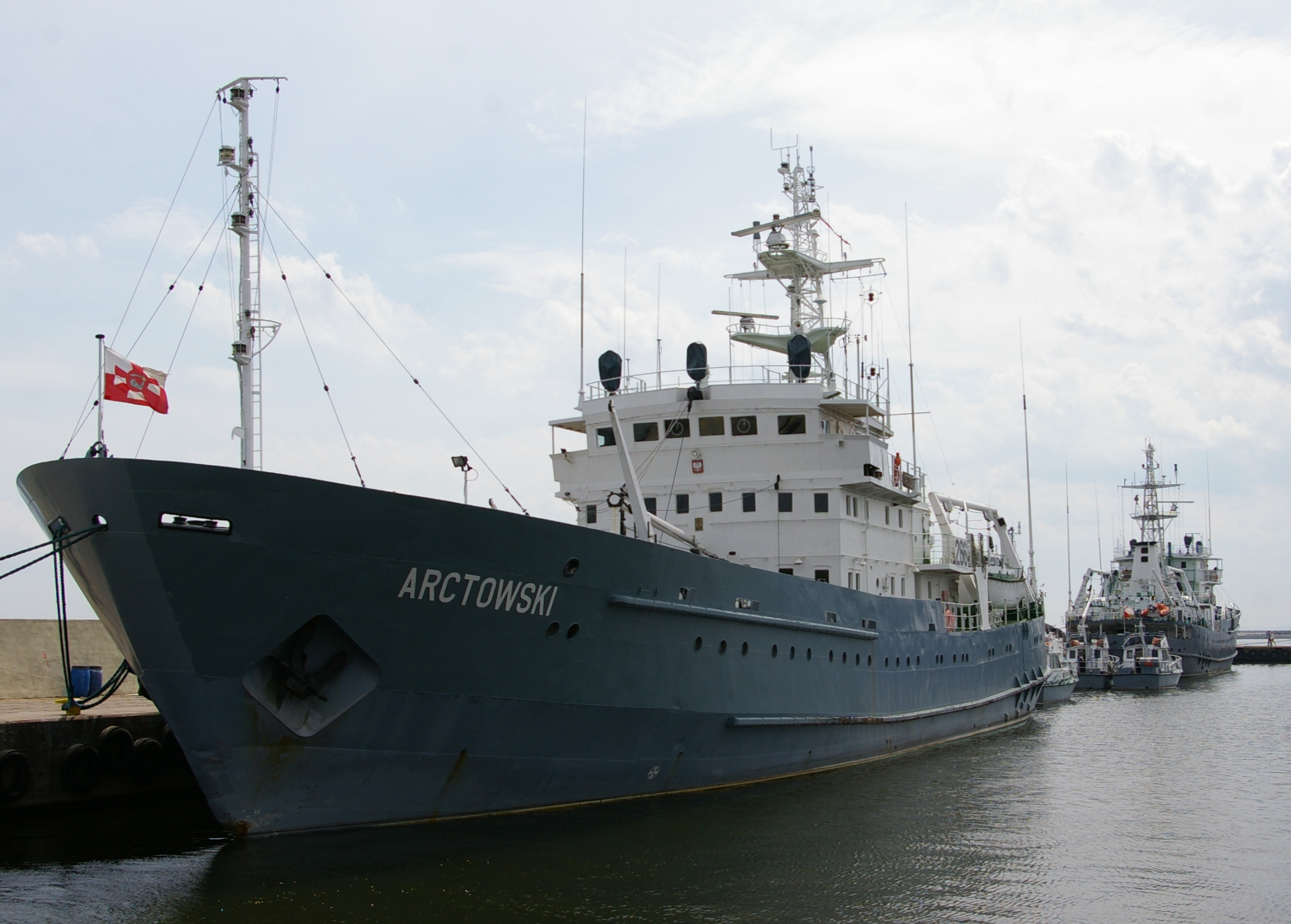
ORP Arctowski

### Note et référence
1. ↑  (en) « Polish navy finds wreck of Graf Zeppelin », sur NBC News, 27 juillet 2006 (consulté le 2 décembre 2024)

- (pl) Cet article est partiellement ou en totalité issu de l’article de Wikipédia en polonais intitulé « ORP Arctowski » (voir la liste des auteurs).